# Domingo Beltrán de Otazu
Domingo Beltrán de Otazu (Vitoria, 1535-Alcalá de Henares, 27 de abril de 1590) fue un escultor y religioso jesuita castellano.

## Biografía
Natural de la ciudad alavesa de Vitoria, donde nació en 1535, estudió los principios de la escultura en España y luego pasó a Italia. Allí tuvo oportunidad de empaparse de la obra de Miguel Ángel. A la vuelta, el 21 de abril de 1561, recibió la sotana de coadjutor de la Compañía de Jesús en Alcalá de Henares. Concluido el noviciado, fue enviado a la ejecución de los retablos de los colegios de Murcia y Madrid. Elaboró entonces dos crucifijos de tamaño natural, uno para la iglesia del colegio imperial, donde se veneraba en su capilla, y otro para el interior de la misma casa. «Aquí fué muy visitado de los grandes y aficionados, que gustaban de verle trabajar y de gozar de la candidez de su conversacion», apunta sobre él Ceán Bermúdez. También trabajó en la iglesia de Santiago El Real de la localidad vallisoletana de Medina del Campo.
El rey Felipe II habría estado al tanto de su trabajo y se habría interesado por él, con intención de que trabajara en el Real Monasterio de San Lorenzo de El Escorial, pero no se dieron las circunstancias. Volvió a Alcalá a hacer el retablo de su colegio, pero, sin haberlo concluido, falleció el 27 de abril de 1590. Una calle de su ciudad natal lo recuerda con su nombre.